# Milla Sofia
Milla Sofia är en virtuell karaktär som utvecklats av det finska aktiebolaget Netmylly. Netmylly är ett IT- och e-handelsföretag och Milla Sofia utvecklades ursprungligen i december 2022 för företagets behov som modemodell.
Millas karaktär är helt virtuell och har skapats med Stable Diffusion AI-programvara som genererar bilder från textbeskrivning. Utvecklingen av artificiell intelligens har gjort det möjligt att skapa realistiska virtuella karaktärer, såsom Milla, och fenomenet har väckt stort intresse i sociala medier och traditionell press. Millas sociala mediekonton visar Millas fiktiva liv, inklusive hennes hobbyer och resor till olika destinationer. I oktober 2023 hade Milla Sofia cirka 100 000 följare på Instagram och över 120 000 på Tiktok.